# 己醛
己醛，又称正己醛是一种醛 ，用于水果调味。 它的气味类似于刚切好的草，就像顺式-3-己醛。   它可能作为天然提取物而有用，并可防止水果变质。  它是天然存在的化合物，使豌豆中产生类似干草的清香风味。 
P. Bagard于1907年出版了己醛的第一个有机合成方法。 